# 세르비아 핸드볼 국가대표팀
세르비아 핸드볼 국가대표팀(세르비아어: Рукометна репрезентација Србије)은 세르비아를 대표하여 국제 경기에 참가하는 핸드볼 국가대표팀이며, 세르비아 핸드볼 연맹이 운영하고 있다.